# Königsgräber von Songsan-ri

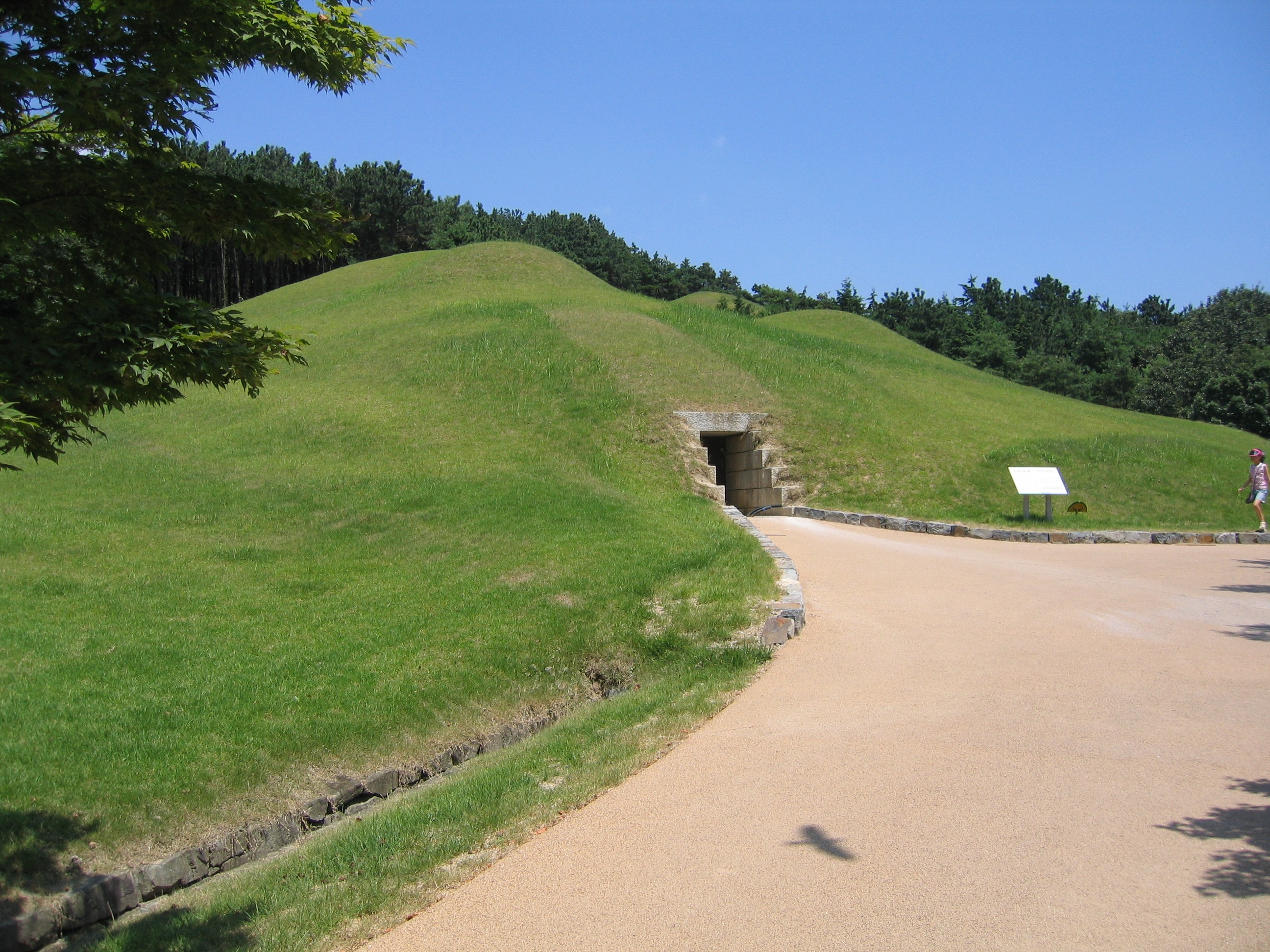
Grabeingang zum Grab des Königs Muryeong

Die Königsgräber von Songsan-ri (koreanisch: 송산리) bestehen aus sieben verschiedenen Gräbern in Gongju (공주시), in der Provinz Chungcheongnam-do (충청남도), Südkorea, die aus der Ungjin-Periode (427–538 n. Chr.) des Königreichs Baekje (백제) stammen.
Die Grabanlagen wurden im Januar 1963 als 13. kulturell bedeutsamer Ort von der südkoreanischen Regierung unter Denkmalschutz gestellt und am 4. Juli 2015 von der UNESCO unter dem Titel: „Baekje Historic Areas“ in die Liste der Weltkulturerbe aufgenommen.

## Geografie

Karte mit der Lage der Festung Gongsanseong, der Königsgräber und des Nationalmuseums

Die Grabanlagen liegen auf einem 75 m hohen bewaldeten Hügel inmitten der Stadt Gongju, 750 mm südwestlich und 1100 mm südöstlich des Flusses Geumgang (금강) entfernt, der an dieser Stelle der Stadt einen rechtwinkligen Linksbogen vollzieht. Die als Weltkulturerbe geschützte Fläche liegt frei und umfasst 1,63 Hektar, die Schutzzone ringsum 20,46 Hektar.

## Geschichte
Die Königsgräber von Songsan-ri sind allgemein hin auch als die Königsgräber von Baekje oder auch als das Grab des Königs Muryeong bekannt, da lediglich die Grabkammer Nummer 7 eindeutig einem König, dem König Muryeong (무령왕), der 523 n. Chr. verstarb, zugeordnet werden konnte und zudem reichlich Grabschätze in dem Grab gefunden wurden. Anhand der Bauweise und Ausstattung werden die Gräber der Ungjin-Periode zugeordnet und müssen alle nach 475 n. Chr. angelegt worden sein, dem Jahr, in dem der Regierungssitz und die Hauptstand von Baekje nach Ungjin, dem heutigen Gongju verlegt wurde.
Die Bauweise mit gehauenen Steinen und Ziegelsteinen war seiner Zeit neu in Baekje und wurde von den Dynastien des südlichen Chinas übernommen.

## Archäologische Untersuchungen
Obwohl die Grabanlagen 1927 erstmals und dann 1932 und 1933 während der Kolonisierung Koreas durch Japan von japanischen Archäologen untersucht worden sind, konnte die Grabanlage des Königs Muryeong erst 1971 durch einen Zufall entdeckt werden. Bei der Anlage von Drainagen wurde der Eingang zum Grab freigelegt.
Das Grab des Königs Muryeong zählt damit zu den wenigen Königsgräber in Ostasien, die nie von Grabräubern geplündert wurden und damit original und gut erhalten entdeckt, erforscht und ausgewertet werden konnten.
Der Fund machte aber seinerzeit auch die Notwendigkeit einer systematischen Untersuchung des Geländes deutlich, die mit Unterstützung der Regierung im Jahr 1988 (5. Grabung) vorgenommen wurde. Sie förderte drei weitere Erdhügel und einen Altar zutage. Alle Grabgegenstände sind in dem Gongju National Museum unweit der Grabanlagen ausgestellt.

## Öffentlicher Zugang
Die Außenanlage der Gräber kann bis auf einige wenige Festtage ganzjährig zu den normalen Öffnungszeiten besucht werden. Die Gräber selbst sind verschlossen und sollen mit der Maßnahme vor Besuchern und Witterungseinflüsse geschützt werden. Damit die Besucher einen visuellen Eindruck von den Grabkammern bekommen können, wurden drei der Gräber originalgetreu nachgebaut.
In den Jahren 2008 bis 2012 kamen durchschnittlich knapp 383.000 Besucher.